# Moby (студио)
Моби је српски студио који се бави музичком продукцијом и синхронизацијом анимираних и играних филмова. Оснивач и власник студија је Срђан Чолић, оснивач некадашње музичке групе Моби Дик.

## Музичари
- Амадеус бенд
- ОК бенд
- Тијана Дапчевић
- Александра Перовић
- Данијел Алибабић
- Ксенија Пајчин
- Весна Змијанац
- Драган Којић Кеба
- Романа Панић
- Прслук бенд
- Крвава Мери
- Ин виво
- Дејан Милићевић
- Дуле и Коки
- Емина Јаховић
- Индира Радић
- Мима Караџић
- Бла бла бенд
- MC Марко
- Милица Брајовић
- Мићо Вујовић
- Сергеј Ћетковић
- Стефан Филиповић
- Бенд-X
- Акапулко бенд
- Бошко Јаковљевић
- Дуња Илић
- Алегро бенд
- Феникс бенд
- Растко Јанковић
- Џенан Лончаревић
- Ноћне птице
- Јасмин Мухаремовић
- Маја Маријана
- Јелена Радовић
- Јелена Мркић
- Специфицус
- Ксенија Мијатовић
- Ела Б
- Кријејтив бенд
- Маја Николић
- Марко Холивуд
- Микица Антонић
- Калкута бенд
- Денис и Обуле
- Макао бенд
- Урош Ашчерић
- Александар Вучо
- Зорана Павић
- Јована Типшин
- Ноћ и дан
- Дарус
- Џеј Рамадановски
- Гога Секулић
- Ана Кокић
- Ђорђе Давид
- Ђогани
- Слађана Делибашић
- Нешко Кејџ
- Славко Бањац
- Тропико бенд
- Маријана Злопаша
- Милош Бојанић
- Микица Бојанић
- Дадо Глишић
- Ивана Селаков
- Цеца Славковић
- Кнез
- Исидора Тубин
- Даница Радојичић
- Милан Скобић
- Петра Срећковић
- Дарија Срећковић
- Ана Маглица
- Ева Ивановић
- Жана Пријић
- Ширкан
- Лими
- Јосип Иванчић
- Игор Икс
- Ђомла КС
- Фламингоси

## Синхронизације
Моби ради биоскопске и блу-реј синхронизације филмова компанија Дизни, Пиксар, Дримворкс, Блу скај. Твентит сенчури Фокс као и друге независне продукције.
| Година     | Наслов                                   |
| ---------- | ---------------------------------------- |
| 2006.      | Ледено доба 2: Отапање                   |
| 2008.      | Мадагаскар 2: Бег у Африку               |
| 2009.      | Ледено доба 3: Диносауруси долазе        |
| 2011.      | Винкс 3Д: Чаробна авантура               |
| 2011-2012. | Дизни на леду                            |
| 2012.      | Краљ лавова                              |
| 2012.      | Мадагаскар 3: Најтраженији у Европи      |
| 2012.      | Храбра Мерида                            |
| 2012.      | Пепељуга                                 |
| 2012.      | Ледено доба 4: Померање континената      |
| 2012.      | Разбијач Ралф                            |
| 2013.      | Звончица и тајна крила                   |
| 2013.      | Авиони                                   |
| 2013.      | Залеђено краљевство                      |
| 2013.      | Хватај коња!                             |
| 2013.      | Крудс                                    |
| 2013.      | Нико 2: Мали брат, велика невоља         |
| 2013.      | Турбо                                    |
| 2013.      | Чувари тајног краљевства                 |
| 2014.      | Град хероја                              |
| 2014.      | Господин Пибоди и Шерман                 |
| 2014.      | Како да дресирате свог змаја 2           |
| 2014.      | Пингвини са Мадагаскара                  |
| 2014.      | Рио 2                                    |
| 2014.      | У шетњи са диносаурусима                 |
| 2015.      | Алвин и веверице: Велика авантура        |
| 2015.      | Снупи и Чарли Браун: Филм о клињама      |
| 2015.      | Код куће                                 |
| 2016.      | Кунг фу панда 3                          |
| 2016.      | Ледено доба 5: Велики удар               |
| 2016.      | Тролови                                  |
| 2017.      | Мали шеф                                 |
| 2017.      | Фердинанд                                |
| 2018.      | Мисија Катманду: Авантуре Нели и Сајмона |
| 2018.      | Ринге, ринге, раја                       |
| 2019.      | Прерушени шпијуни                        |
| 2019.      | Тајни агент Мјау                         |
| 2019.      | Ко се боји вука још 2                    |
| 2019.      | Фиксији                                  |